# Moulin Guidon d'Eaucourt-sur-Somme
Le moulin Guidon est un moulin à vent situé sur le territoire de la commune d'Eaucourt-sur-Somme, dans le département de la Somme.

## Historique
Le moulin Guidon cesse sa production en 1919. il est laissé à l'abandon dans les années 1930 et tombe en ruine. Il est racheté en 1998. L'Association des anciens élèves d'Eaucourt et la municipalité entreprennent alors de le restaurer.

## Caractéristiques
Le moulin Guidon est un moulin-tour construit en craie avec soubassement de brique et silex. La toiture est faite de bardeaux de châtaignier. Il a retrouvé son mécanisme de meunerie, ses ailes, peut moudre du grain et produire de la farine.